# Zaglavak
Pour l’article homonyme, voir Zaglavak (montagne).
Zaglavak (en serbe cyrillique : Заглавак) est un village de Serbie situé dans la municipalité de Bajina Bašta, district de Zlatibor. Au recensement de 2011, il comptait 408 habitants.

## Démographie
| 1948  | 1953  | 1961  | 1971  | 1981  | 1991 | 2002 | 2011 |
| ----- | ----- | ----- | ----- | ----- | ---- | ---- | ---- |
| 1 827 | 1 904 | 1 793 | 1 514 | 1 191 | 814  | 566  | 408  |

|  |